# Gnilik czerwonoplamy
Gnilik czerwonoplamy (Hister illigeri) – gatunek chrząszcza z rodziny gnilikowatych i podrodziny Histerinae.

## Taksonomia
Gatunek opisany został w 1805 roku przez Caspara Erasmusa Duftschmida i nazwany na cześć Johanna K.W. Illigera.

## Opis
Ciało długości od 4 do 5 mm. Przedplecze o zewnętrznej bruzdce bocznej skróconej, a wewnętrznej pełnej. Pokrywy czarne z dużą, półksiężycowatą, czerwoną plamą na każdej, sięgającą od nasady do wierzchołka, gdzie zbliża się do szwu. Bruzdki grzbietowe wyraźne, trzy początkowe całkowite, a czwarta i piąta zredukowane do punktów. Płytka prosternalna na wierzchołku nie wycięta. Odnóża przednie z trzema dużymi zębami na goleniach.

## Biologia i ekologia
Bytuje na świeżych odchodach bydła domowego, nawozie i padlinie.

## Rozprzestrzenienie
W Europie wykazany został z Austrii, Białorusi, Bośni i Hercegowiny, Bułgarii, Chorwacji, Czech, Estonii, europejskiej Turcji, Francji, Grecji, Hiszpanii, byłej Jugosławii, Korsyki, Krety, Macedonii Północnej, Mołdawii, Niemiec, Polski, Portugalii, Rosji, Rumunii, Sardynii, Słowacji, Słowenii, Szwajcarii, Sycylii, Ukrainy, Węgier i Włoch. Ponadto znany z Kaukazu i Afganistanu
W Polsce dawniej czętsy, lecz nie notowany od 1922 roku.